# 프란시스쿠 트링캉
프란시스쿠 안토니우 마샤두 모타 카스트루 트링캉(포르투갈어: Francisco António Machado Mota Castro Trincão, 1999년 12월 29일 ~ )은 포르투갈의 축구 선수로 현재 프리메이라리가의 스포르팅 CP에서 미드필더로 뛰고 있다.

## 축구인 경력

### 클럽 경력
2016년 SC 브라가 입단 후 1군에서는 2018-19 시즌부터 2019-20 시즌까지 공식전 47경기 9골을 기록하며 2018-19 프리메이라리가 4위, 2018-19 포르투갈컵 4강, 포르투갈 리그컵 4강, 2019-20 프리메이라리가 3위, 2019-20 포르투갈컵 우승 등에 공헌했고 2군에서는 리그 46경기 6골을 기록했다.
2019-20 시즌 종료 후 약 427억원의 이적료에 스페인 프리메라리가의 강호 FC 바르셀로나의 유니폼으로 갈아입었고 바르셀로나로 이적 후 2020-21 라리가 3위, 2020-21 코파 델 레이 우승, 2020-21 스페인 슈퍼컵 준우승에 일조한 뒤 2021-22 시즌을 앞두고 잉글랜드 프리미어리그의 울버햄프턴 원더러스로 임대 이적했다.

### 국가대표팀 경력
포르투갈 U-19 대표팀 소속으로 2018년 UEFA U-19 축구 선수권 대회 5경기에서 5골로 팀 동료 조타와 함께 대회 공동 득점왕에 오르며 팀의 유럽 U-19 대회 통산 4번째 우승과 통산 12번째 FIFA U-20 월드컵 본선 티켓을 동시에 선사했다.
그리고 대한민국과의 2019년 FIFA U-20 월드컵 본선 F조 조별리그 첫 경기에서 선제골이자 결승골을 터뜨려 팀의 1-0 승리에 기여했지만 이후 2차전에서 아르헨티나에 0-2로 완패했고 조 최약체로 평가받던 남아프리카 공화국과의 최종전에서는 1-1로 비기며 조 3위이자 와일드카드 5위로 16강 진출이 좌절되는 수모를 겪었다.
그 후 2020년 8월 크로아티아와 스웨덴과의 2020-21년 UEFA 네이션스리그 A 조별리그 3조 1·2차전 경기를 앞두고 포르투갈 A대표팀에 첫 합류하여 같은 해 9월 5일 크로아티아와의 1차전에서 국제 A매치 데뷔전을 가졌다.

## 수상

### 클럽
SC 브라가
- 프리메이라리가 : 3위 (2019-20), 4위 (2018-19)
- 타사 드 포르투갈 : 우승 (2019-20), 4강 (2018-19)
- 타사 다 리가 : 4강 (2018-19)

 FC 바르셀로나
- 라리가 : 3위 (2020-21)
- 코파 델 레이 : 우승 (2020-21)
- 스페인 슈퍼컵 : 준우승 (2020-21)

### 국가대표팀
포르투갈 U-19
- UEFA U-19 축구 선수권 대회 : 우승 (2018)

### 개인
- UEFA U-19 축구 선수권 대회 득점왕 : 2018 (5골/조타와 공동 수상)